# Tes, Uvs
Tes (tiếng Mông Cổ: Тэс) là một sum của tỉnh Uvs ở Mông Cổ. Vào năm 2008, dân số của sum là 5.623 người.

## Địa lý
Sum có diện tích khoảng 3.085 km2. Trung tâm sum, Tooromt, nằm cách tỉnh lỵ Ulaangom 200 km và thủ đô Ulaanbaatar 1.000 km.

### Khí hậu
Tes có khí hậu lục địa. Nhiệt độ trung bình hàng năm trong khu vực là 0 °C. Tháng ấm nhất là tháng 7, khi nhiệt độ trung bình là 28 °C và lạnh nhất là tháng 1, với −28 °C.

## Kinh tế
Sum có một trường học, bệnh viện và nhà văn hóa.